# Festuca longiglumis
Festuca longiglumis là một loài thực vật có hoa trong họ Hòa thảo. Loài này được S.L.Lu mô tả khoa học đầu tiên năm 1992.